# Anatoly Kolesov
Anatoly Ivanovich Kolesov (em russo:  Анатолий Иванович Колесов; nascido em 1931) é um ex-ciclista soviético. Competiu no individual e por equipes pela equipe soviética nos Jogos Olímpicos de Verão de 1952, em Helsinque.